# Udom Ratsamelongkorn
Udom Ratsamelongkorn (Rasmelungom) (taj. อุดม รัศมีลงกรณ์ ;ur. 3 listopada 1944) – tajski judoka. Olimpijczyk z Tokio 1964, gdzie zajął dziewiętnaste miejsce w wadze lekkiej.

## Letnie Igrzyska Olimpijskie 1964
| Konkurencja | Eliminacje                | Eliminacje          | Klas. końcowa |
| Konkurencja | Przeciwnik I              | Przeciwnik II       | Miejsce       |
| ----------- | ------------------------- | ------------------- | ------------- |
| 68 kg       | Takehide Nakatani (JPN) P | Brian Jacks (GBR) P | 19.           |